# Yamatokōriyama
Yamatokōriyama (japanska: 大和郡山市?, Yamatokōriyama-shi) är en stad i Nara prefektur i Japan. Staden fick stadsrättigheter 1954